# 卡斯迪·梅巴赫

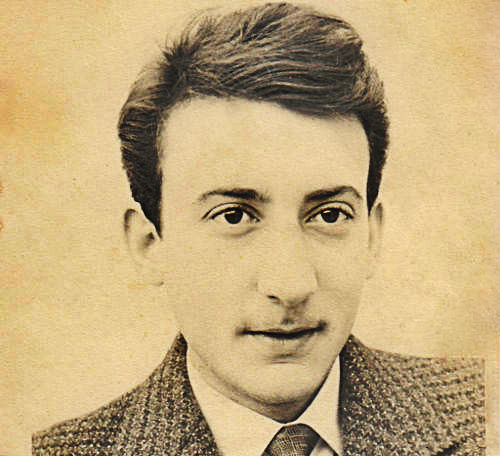
青年时的梅巴赫

卡斯迪·梅巴赫（阿拉伯语：‎，1938年4月16日—1993年8月21日）是阿爾及利亞總理，在1988年11月5日至1989年9月9日其間上任，他同時也是當時負責執政的民族解放陣線成員。1993年8月21日，他因為遭到暗殺而身亡。